# Classe Loire
La classe Loire – Bâtiments de Soutien et d'Assistance Métropolitains (BSAM) (dal francese: navi di sostegno e di assistenza metropolitane), in precedenza Bâtiments de Soutien et d'Assistance Hauturiers (BSAH) (dal francese: navi di sostegno e di assistenza d'altura) fino al gennaio 2019 – è una classe di navi ausiliarie sviluppata e prodotta da Kership, una joint-venture creata nel 2013 da Piriou (55%) e DCNS (45%).
La Marine nationale ne avrà 4 unità per sostituire 5 navi di tre tipi differenti: navi di sostegno di regione (BSR Élan e Gazelle), rimorchiatori d'altura (RHM Tenace e Malabar) e rimorchiatori da rifornimento (RR Taapé).
Le navi portano i nomi di 4 fiumi francesi, rispettivamente: Loira, Rodano, Senna e Garonna.

## Unità
| N°   | Nome    | Impostazione | Varo             | Accettazione   | Ingresso in servizio | Porto base |
| ---- | ------- | ------------ | ---------------- | -------------- | -------------------- | ---------- |
| A602 | Loire   | aprile 2016  | 1º giugno 2017   | 22 marzo 2018  | 26 luglio 2018       | Tolone     |
| A603 | Rhône   | 2017         | 13 novembre 2017 | 25 luglio 2018 | 22 gennaio 2019      | Brest      |
| A604 | Seine   | 2017         | 4 dicembre 2017  | 5 marzo 2019   | 2019                 | Tolone     |
| A605 | Garonne | 2018         | 5 novembre 2018  |                | 2019                 | Brest      |